# Félix II
 (novembre 2024).
Pour les articles homonymes, voir Félix.
L'antipape Félix II, de 355 à 365, était autrefois considéré comme un pape légitime. Il devient évêque de Rome en remplacement de Libère après son exil en raison de son opposition à l'arianisme, et le reste au retour de ce dernier à Rome vers 358. Il semble donc que Rome ait eu deux évêques jusqu'en 365.

## Histoire
Au lendemain de la déportation du pape Libère en 355 par l'empereur Constance II, le clergé romain, dont l'archidiacre Félix, jure de n'en point reconnaître d'autre tant que leur évêque vivrait. Mais sous les pressions de l'empereur, Félix change d'avis et se fait sacrer par trois évêques ariens. Le clergé se rallie à lui mais pas le peuple qui reste fidèle à Libère.
Quand Libère est libéré en 357 le clergé réunit la population dans le grand cirque de Rome et annonce que l'Église sera administrée par deux évêques. C'est un tollé qui accueille cette décision et lorsque Libère arrive à Rome une émeute éclate et chasse Félix. Ce dernier tente de revenir par la force quelque temps après, mais devant l'échec de sa tentative renonce définitivement et se retire sur ses terres dans les environs de Rome. Il meurt le 22 novembre 365.

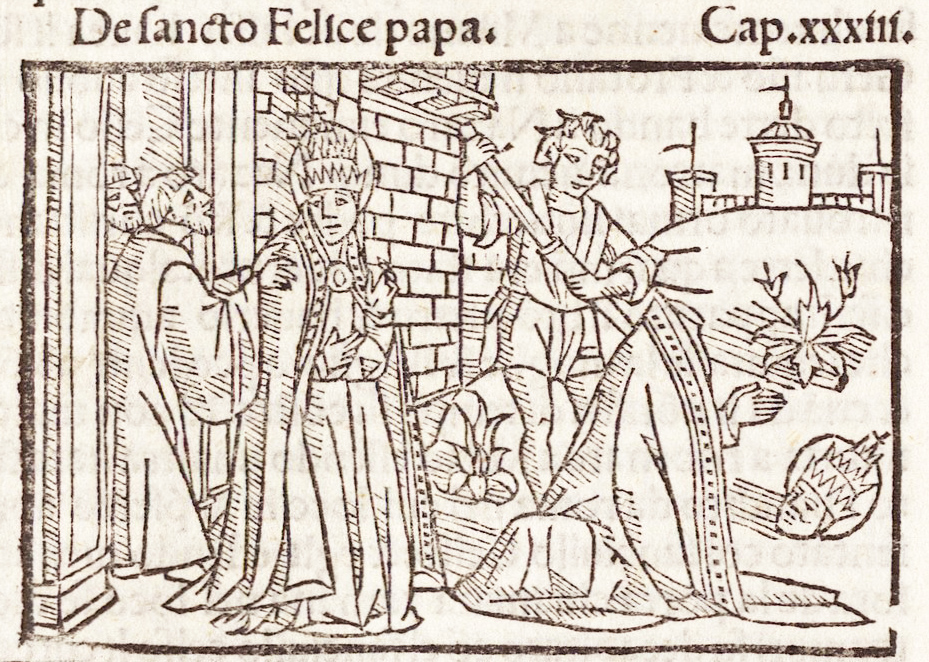
Le martyre du pape Félix selon La Légende dorée (1497).

Curieusement au Moyen Âge le personnage de Félix connaît un regain de ferveur. Cela est la conséquence de l'opprobre post-mortem qui entoure le personnage de Libère et d'une confusion avec un homonyme, martyr très populaire. C'est ainsi que Félix II est honoré au Moyen Âge comme pape légitime, souvent présenté comme un martyr, en le confondant avec un autre Félix enterré sur la via Portuense (ce qui le fait considérer à tort comme un saint).